# Tsuchika Shimoyamada
Tsuchika Shimoyamada (jap. 下山田培 Shimoyamada Tsuchika; ur. 8 lipca 1994) – japoński, a od 2025 roku australijski zapaśnik walczący w stylu klasycznym. Dziewiąty na mistrzostwach świata w 2018. Zajął jedenaste miejsce na igrzyskach azjatyckich w 2018. Mistrz Azji w 2021 i drugi w 2018. Wygrał mistrzostwa Oceanii w 2025 roku.
Absolwent Nippon Sport Science University w Tokio.